# Krizanteme (1914.)
Krizanteme (rus. Хризантемы) ruski je film redatelja Pjotra Čardinina.

## Radnja
Balerina Vera Nevolina zaljubljena je u Vladimira koji ima puno dugova i stalno se pojavljuju novi. Vera nudi Vladimiru svoje dragulje da otplati dugove. Vladimira privlači mlada udovica, nasljednica očevog bogatstva, i on u vjenčanju s njom vidi jedini način da poboljša svoje stanje i uredi svoj život. Vera se ne može naviknuti na pomisao da će izgubiti voljenu osobu, odlazi u udovičinu kuću i tamo nalazi svoga dragoga. Vladimir Veru ne prepoznaje. Ne mogavši podnijeti izdaju voljene osobe, tijekom sljedećeg nastupa Vera uzima otrov.

## Uloge
- Vera Karalli
- Ivan Mozžuhin
- Raisa Rejzen
- Sofja Goslavskaja
- Lidija Tridenskaja
- Aleksandr Heruvimov

## Vanjske poveznice
- Krizanteme na Kino Poisk